# Biljna kutikula
Biljna kutikula je zaštitni film koji prekriva epidermu listova, mlade izdanke i ostale vazdušne biljne organe bez periderma. Sastoji se od lipida i ugljovodoničnih polimera impregniranih voskom, a sintetišu je isključivo epidermne ćelije.

## Opis
Biljna kutikula je sloj lipidnih polimera, impregniranih voskom, koji je prisutan na spoljnim površinama primarnih organa svih vaskularnih kopnenih biljaka. Prisutan je i u generaciji sporofita paprati i u sporofitu i gametofitu mahovina. Biljna kutikula formira koherentan spoljni pokrivač biljke koji može biti izolovan i netaknut tretiranjem biljnog tkiva enzimima poput pektinaza i celulaza.

## Sastav
Kutikula je sastavljena od nerastvorne kutikulske membrane impregnirane i prekrivene rastvorljivim voskom. Kutin, poliester polimer sastavljen od inter-esterificirane omega hidroksi kiseline, koji su umreženi vezama estera  i epoksida, najpoznatija je strukturna komponenta kutikulske membrane. Kutikula može sadržavati i ugljovodonični polimer poznat kao kutan. Kutikulska membrana impregnirana je kutikulskim voskom. Prekriveni su epikutikulskim voskom, koji je mešavina hidrofobnog alifatskih jedinjenja, ugljovodonika sa dužinama lanaca u tipskom rasponu od C16 do C36.

## Biosinteza kutikulskog voska
Sadašnje naučno razumevanje kutikulskog voska je ograničeno, ali su identifikovane znatne hemikalije i putevi. Za ovaj vosak se zna da se uglavnom sastoji od jedinjenja koja potiču od veoma dugolančanih masnih kiselina (VLCFA), kao što su aldehidi, alkoholi, alkani, ketoni  i estri. Takođe treba napomenuti da su u kutikulskom vosku prisutni i druga jedinjenja koja nisu VLCFA derivati, kao što su terpenoidi i flavonoidi, te stoga imaju različite puteve sinteze od onih o kojima se ovde govori.
Prvi korak puta biosinteze kutikulskog voska je stvaranje VLCFA-a, koji se odvija u endoplazmatskom retikulumu epidermnih ćelija. VLCFA sinteza počinje sa de novo biosintezom C16 ili C18 acil lanaca, i okončava se sa produžavanjem tih lanaca. Važan katalizator, za koji se misli da je u ovom procesu, je kompleks elongaza masnih kiselina (FAE).
Da bi se formirale komponente kutikulskog voska, VLCFA se modifikuju kroz dva do sada identifikovana puta: put smanjenja acila ili put dekarbonilacije. Na putu redukcije acila, reduktaza pretvara VLCFA-ove u primarne alkohole, koji se mogu pretvoriti u estere voska kroz sintazu voska. Na putu dekarbonilacije stvaraju se aldehidi i dekarboniliraju se u alkane, a oni se nakon toga mogu oksidovati da bi nastali sekundarni alkoholi i ketoni. Put biosinteze voska završava se transportom komponenti voska iz endoplazmatskog retikuluma na površinu epiderme.

## Funkcije
Primarna funkcija biljne kutikule je da bude prepreka propustljivosti vode i da sprečava isparavanje vode s površine epiderme, a takođe sprečava spoljnu vodu i rastvore da uđu u tkiva. Ona funkcioniše i kao barijera propusnosti za vodu i druge molekule (sprečava gubitak vode), a mikro i nanostruktura kutikule daje specijalizovana površinska svojstva koja sprečavaju kontaminaciju biljnih tkiva spoljnom vodom, prljavštinom i mikroorganizmima. Vazdušni organi mnogih biljaka, poput listova svetog lotosa (Nelumbo nucifera), imaju ultrahidrofobna i samočišćujuća svojstva koja su opisali Bartlot i Najnhuis (1997). Efekt lotusa ima primenu u biomimetici tehničkim materijalima.
Zaštita od dehidracije koju pruža kutikula majke poboljšava stanje potomstva kod mahovine Funaria hygrometrica i u sporofitima svih vaskularnih biljaka. Kod semenjača kutikula ima tendenciju da bude deblja na vrhu lista, ali ne uvek. Listovi biljaka kserofita prilagođeni vlažnijoj klimi imaju jednaku debljinu kutikule u odnosu na one mezofitne biljke iz vlažnijeg podnevlja koji nemaju visoki rizik od dehidracije donjih strana lišća.

## Evolucija
Biljna kutikula jedna je u nizu inovacija, zajedno sa stomama, ksilemom  i floemom i međućelijskim prostorima kod biljaka stablašica, a kasnije lisnog mezofila, koje su biljke evoluirale pre više od 450 miliona godina tokom prelaska između života u vodi i života na kopnu. Zajedno, ova svojstva omogućila su stvaranje uspravnih izdanaka, koristeći vazdušno okruženje za očuvanje vode interniranjem površina za izmenu gasova, zatvarajući ih u vodonepropusnu membranu i osiguravajući mehanizam za kontrolu promenjivog otvora zaštitne ćelije stoma, koje regulišu stope transpiracije i razmene CO2.

## Literatura
- Arber, Agnes (1950). The Natural Philosophy of Plant Form. CUP Archive. GGKEY:HCBB8RZREL4.
- Bayer, M. B. (1982). The New Haworthia Handbook. Kirstenbosch: National Botanic Gardens of South Africa. ISBN 978-0-620-05632-8.
- Beach, Chandler B, ур. (1914). The new student's reference work for teachers, students and families. Chicago: F. E. Compton and Company.
- Berg, Linda (23. 3. 2007). Introductory Botany: Plants, People, and the Environment, Media Edition. Cengage Learning. ISBN 978-1-111-79426-2.
- Cullen, James; Knees, Sabina G.; Cubey, H. Suzanne Cubey, ур. (2011) [1984–2000]. The European Garden Flora, Flowering Plants: A Manual for the Identification of Plants Cultivated in Europe, Both Out-of-Doors and Under Glass. 5 vols. (2nd изд.). Cambridge: Cambridge University Press.
- Cutter, E.G. (1969). Plant Anatomy, experiment and interpretation, Part 2 Organs. London: Edward Arnold. стр. 117. ISBN 978-0-7131-2302-9.
- Dickison, William C. (2000). Integrative Plant Anatomy. Academic Press. ISBN 978-0-08-050891-7.
- Esau, Katherine (2006) [1953].  Evert, Ray F, ур. Esau's Plant Anatomy: Meristems, Cells, and Tissues of the Plant Body: Their Structure, Function, and Development (3rd. изд.). New York: John Wiley & Sons Inc. ISBN 978-0-470-04737-8.
- Ettingshausen, C. (1861). Die Blatt-Skelete der Dicotyledonen mit besonderer Ruchsicht auf die Untersuchung und Bestimmung der fossilen Pflanzenreste. Vienna: Classification of the Architecture of Dicotyledonous.
- Haupt, Arthur Wing (1953). Plant morphology. McGraw-Hill.
- Hawthorne, William; Lawrence, Anna (2013). Plant Identification: Creating User-Friendly Field Guides for Biodiversity Management. Routledge. ISBN 978-1-136-55972-3.
- Hemsley, Alan R.; Poole, Imogen, ур. (2004). The Evolution of Plant Physiology. Academic Press. ISBN 978-0-08-047272-0.
- Heywood, V.H.; Brummitt, R.K.; Culham, A.; Seberg, O. (2007). Flowering plant families of the world. New York: Firefly books. стр. 287. ISBN 978-1-55407-206-4.
- Hickey, LJ. A revised classification of the architecture of dicotyledonous leaves. стр. i 5—39., in Metcalfe & Chalk (1979)
- Judd, Walter S.; Campbell, Christopher S.; Kellogg, Elizabeth A.; Stevens, Peter F.; Donoghue, Michael J. (2007) [1st ed. 1999, 2nd 2002]. Plant systematics: a phylogenetic approach (3rd изд.). Sinauer Associates. ISBN 978-0-87893-407-2.
- Krogh, David (2010), Biology: A Guide to the Natural World (5th изд.), Benjamin-Cummings Publishing Company, стр. 463, ISBN 978-0-321-61655-5
- Leaf Architecture Working Group (1999). Manual of Leaf Architecture - morphological description and categorization of dicotyledonous and net-veined monocotyledonous angiosperms (PDF). Smithsonian Institution. ISBN 978-0-9677554-0-3.
- Marloth, Rudolf (1913—1932). The Flora of South Africa: With Synopical Tables of the Genera of the Higher Plants. 6 vols. Cape Town: Darter Bros. & Co.
- Mauseth, James D. (2009). Botany: an introduction to plant biology (4th изд.). Sudbury, Mass.: Jones and Bartlett Publishers. ISBN 978-0-7637-5345-0.
- Metcalfe, CR; Chalk, L, ур. (1979) [1957]. Anatomy of the Dicotyledons: Leaves, stem and wood in relation to taxonomy, with notes on economic uses. 2 vols. (2nd изд.). Oxford: Clarendon Press. ISBN 978-0-19-854383-1.
  - 1st ed.
- Prance, Ghillean Tolmie (1985). Leaves: the formation, characteristics and uses of hundreds of leaves found in all parts of the world. Photographs by Kjell B. Sandved. London: Thames and Hudson. ISBN 978-0-500-54104-3.
- Rines, George Edwin, ур. (1920). The Encyclopedia Americana. NY: Americana. (see The Encyclopedia Americana)
- Rudall, Paula J. (2007). Anatomy of flowering plants: an introduction to structure and development (3rd изд.). Cambridge: Cambridge University Press. ISBN 978-0-521-69245-8.
- Simpson, Michael G. (2011). Plant Systematics. Academic Press. ISBN 978-0-08-051404-8.
- Stewart, Wilson N; Rothwell, Gar W. (1993) [1983]. Paleobotany and the Evolution of Plants (2nd изд.). Cambridge University Press. ISBN 978-0-521-38294-6.
- Verdcourt, Bernard; Bridson, Diane M. (1991). Flora of tropical East Africa - Rubiaceae Volume 3. CRC Press. ISBN 978-90-6191-357-3.
- Whitten, Tony; Soeriaatmadja, Roehayat Emon; Afiff, Suraya A. (1997). Ecology of Java and Bali. Oxford University Press. стр. 505. ISBN 978-962-593-072-5.
- Willert, Dieter J. von; Eller, BM; Werger, MJA; Brinckmann, E; Ihlenfeldt, H-D (1992). Life Strategies of Succulents in Deserts: With Special Reference to the Namib Desert. CUP Archive. ISBN 978-0-521-24468-8.
- Trevor H. Yeats; Jocelyn K.C. Rose (2013). „The Formation and Function of Plant Cuticles”. Topical Review on Cuticle Synthesis and Function. American Society of Plant Biologists. 163 (1): 5—20. PMC 3762664 . PMID 23893170. doi:10.1104/pp.113.222737.